# Wira Lycholat
Wira Hryhorjewna Lycholat (ukrainisch Віра Григорьевна Лихолат, englische Transkription: Vira Lykholat; * 11. Oktober 2006) ist eine ukrainische Billardspielerin aus Dnipro.
Sie wurde 2023 ukrainische Meisterin im Snooker.

## Karriere

### Poolbillard
Wira Lycholat begann im Alter von etwa zehn Jahren mit dem Billardspielen und trat anfangs im Poolbillard an. Im Dezember 2017 nahm sie erstmals an der ukrainischen Meisterschaft der Damen teil und verpasste im 9-Ball nur knapp den Einzug ins Halbfinale. Im März 2018 gewann sie mit dreimal Bronze ihre ersten Medaillen bei nationalen Jugendmeisterschaften. In den drei folgenden Jahren gelangte sie bei den Jugendmeisterschaften jeweils in allen vier Disziplinen ins Halbfinale, wobei sie 2020 Vizemeisterin im 14/1 endlos und 2021 Vizemeisterin im 9-Ball wurde.
Ab 2019 nahm Lycholat regelmäßig am ukrainischen Pokal der Damen teil und beim Finalturnier desselben Jahres erreichte sie das Halbfinale, in dem sie der späteren Turniersiegerin Maryna Kaljajewa unterlag. Beim 8-Ball-Pokal 2020 zog sie ins Endspiel ein und verlor mit 1:6 gegen Ljubow Schyhajlowa. Nachdem sie bei den ukrainischen Meisterschaften der Erwachsenen 2018 und 2019 stets in der Vorrunde gescheitert war, gelangte Lycholat 2020 erstmals in die Endrunde; im 14/1 endlos und im 10-Ball kam sie ins Halbfinale, in dem sie jeweils Wiktorija Nahorna unterlag.
Beim ukrainischen Pokal 2021 erreichte Lycholat einmal das Halbfinale und zog zweimal ins Endspiel ein, in dem sie jeweils gegen Ljubow Schyhajlowa verlor. Im Dezember 2021 gewann sie bei der nationalen Meisterschaft die Bronzemedaille im 10-Ball, nachdem sie im Halbfinale gegen Wiktorija Nahorna ausgeschieden war.
Im Januar 2022 gewann Lycholat durch einen 6:3-Finalsieg gegen Wiktorija Nahorna erstmals ein Turnier des ukrainischen Pokals.

### Snooker
Ab 2021 nahm Lycholat gelegentlich an regionalen Snookerturnieren teil. Im Mai 2023 nahm sie zum ersten Mal an einem überregionalen Snookerturnier teil; bei der ukrainischen Meisterschaft in der Variante 6-Red-Snooker wurde der Damenwettbewerb mangels Teilnehmerinnen abgesagt. Lycholat trat bei den Herren an und schied mit einem Sieg aus drei Spielen in der Vorrunde aus. Bei der Mannschaftsmeisterschaft 2023 bildete sie gemeinsam mit Iwan Woloschyn ein Team und musste eine Erstrundenniederlage hinnehmen. Im August erreichte sie bei der ukrainischen U18-Meisterschaft das Endspiel und verlor mit 1:3 gegen Lilija Zarusch.
Im Oktober 2023 folgte ihre erste Teilnahme an der nationalen Snooker-Meisterschaft der Damen; dort besiegte Lycholat unter anderem Daryna Kowaljowa, Marija Dazenko und Daryna Schaschyna und zog ohne Frameverlust ins Finale ein, in dem sie durch einen 3:1-Sieg gegen Titelverteidigerin Lilija Zarusch ukrainische Meisterin wurde.
In den folgenden Jahren nahm Lycholat weiterhin an regionalen Turnieren in ihrer Heimatstadt Dnipro teil, trat jedoch bei überregionalen Turnieren nicht mehr in Erscheinung.

## Erfolge
Poolbillard
| Ergebnis   | Jahr   | Turnier                     | Finalgegnerin      | Endstand |
| ---------- | ------ | --------------------------- | ------------------ | -------- |
| Finalistin | 2020   | Ukrainischer Pokal (8-Ball) | Ljubow Schyhajlowa | 1:6      |
| Finalistin | 2021/2 | Ukrainischer Pokal (9-Ball) | Ljubow Schyhajlowa | 0:6      |
| Finalistin | 2021/F | Ukrainischer Pokal (8-Ball) | Ljubow Schyhajlowa | 3:6      |
| Siegerin   | 2022/1 | Ukrainischer Pokal (9-Ball) | Wiktorija Nahorna  | 6:3      |

Snooker
| Ergebnis   | Jahr | Turnier                       | Finalgegnerin  | Endstand |
| ---------- | ---- | ----------------------------- | -------------- | -------- |
| Finalistin | 2023 | Ukrainische U18-Meisterschaft | Lilija Zarusch | 1:3      |
| Siegerin   | 2023 | Ukrainische Meisterschaft     | Lilija Zarusch | 3:1      |